# Мельник Іван Олександрович (військовик)
Іва́н Олекса́ндрович Ме́льник (7 липня 1994, м. Хмельницький, Україна — 25 квітня 2017, смт. Новгородське, Торецька міська рада, Донецька область, Україна) — український військовик, солдат 383-го окремого полку дистанційно-керованих літальних апаратів, учасник російсько-української війни.

## Життєпис
Народився 1994 року в місті Хмельницькому. У 2012 році закінчив спеціалізовану загальноосвітню школу № 15 міста Хмельницький (з 01.10.2018 — Хмельницький ліцей № 15 імені Олександра Співачука). З 2006 до 2015 року займався веслуванням на байдарках та каное в дитячо-юнацькій спортивній школі. Призер чемпіонатів України та області з веслування. Кандидат у майстри спорту (2008). Закінчив гуманітарно-педагогічний факультет Хмельницького національного університету за спеціальністю «Здоров'я людини».

### Російсько-українська війна
Під час російської збройної агресії проти України з лютого 2016 року проходив військову службу за контрактом в 383-му окремому полку дистанційно-керованих літальних апаратів Повітряних сил ЗС України, в/ч А3808, м. Хмельницький.
З 28 вересня 2016 року пройшов спецкурс підготовки у 199-му навчальному центрі десантних військ в Житомирі, після чого був відряджений до 95-ї окремої десантно-штурмової бригади. З грудня 2016 року брав участь в бойових діях у районі Торецька — Горлівки, на посаді командира відділення.
Загинув 25 квітня 2017 року від кулі снайпера під час бойового чергування на взводному опорному пункті поблизу смт Новгородське.
Похований 28 квітня на Алеї Почесних поховань кладовища мікрорайону Ракове міста Хмельницький.
По смерті залишились батьки та сестра.

## Нагороди та звання
- Указом Президента України № 161/2017 від 13 червня 2017 року, «за особисту мужність, виявлену у захисті державного суверенітету та територіальної цілісності України, самовіддане виконання військового обов'язку», нагороджений орденом «За мужність» III ступеня (посмертно)[5].
- 20 вересня 2017 року рішенням Хмельницької міської ради нагороджений Почесною відзнакою Хмельницької міської громади «Мужність і відвага» (посмертно)[6][7].
- 20 вересня 2017 року рішенням Хмельницької міської ради присвоєне звання «Почесний громадянин міста Хмельницького» (посмертно)[8].

## Вшанування пам'яті
23 вересня 2017 року в акваторії річки Південний Буг відбувся Відкритий чемпіонат Хмельницької області з веслування на байдарках і каное пам'яті воїна-спортсмена Івана Мельника.
10 травня 2018 року виконавчим комітетом Хмельницької міської ради прийняте рішення про надання дозволу на встановлення меморіальної дошки Івану Мельнику на фасаді будівлі Хмельницької СЗШ І-ІІІ ступенів № 15 імені Олександра Співачука (вул. Проскурівського підпілля, 125/1).
Рішенням ректорату ХНУ ім'я Івана Мельника занесене у «Книгу Пошани університету» (посмертно).